# Герба Віталій Всеволодович
Віта́лій Все́володович Герба — солдат Збройних сил України.

## З життєпису
По демобілізації проживає у Могилеві-Подільському. Кінцем липня 2016-го у Лісабоні став срібним призером відкритого турніру з боротьби у ваговій категорії до 66 кг.

## Нагороди
21 жовтня 2014 року — за особисту мужність і героїзм, виявлені у захисті державного суверенітету та територіальної цілісності України, вірність військовій присязі під час російсько-української війни, відзначений — нагороджений орденом «За мужність» III ступеня.